# Pettigo
Pettigoe, en irlandais : Paiteagó, est un village irlandais dont la particularité est d'être situé à cheval entre le comté de Donegal en Irlande et le comté de Fermanagh en Irlande du Nord,.

## Géographie
Le village est coupé en deux par la rivière Termon qui détermine la frontière entre la république d'Irlande et l'Irlande du Nord. Officiellement, il existe toutefois deux entités différentes. La partie du village en Irlande du Nord s'appelle officiellement Tullyhommon, mais elle est localement connue sous le nom de High Street en raison de sa position à flanc de colline surplombant le reste du village.
Le reste du village, en Irlande, comprend Main Street, Mill Street et Station Street qui convergent dans The Diamond au centre du village. Deux lotissements relativement modernes sont situés dans la périphérie nord, Termon Villas et St. Patrick's Terrace, ainsi que de nouvelles extensions, comme Mill Grove.

## Toponymie
Jusqu'à la fin des années 1700, la région était connue sous le nom de An Tearmann, ce qui signifie "lieu de sanctuaire". Les noms irlandais (Paiteagó) et anglais (Pettigo) modernes dérivent du latin protectio (protection), une traduction de l'irlandais An Tearmann.

## Histoire

### Combats de 1922

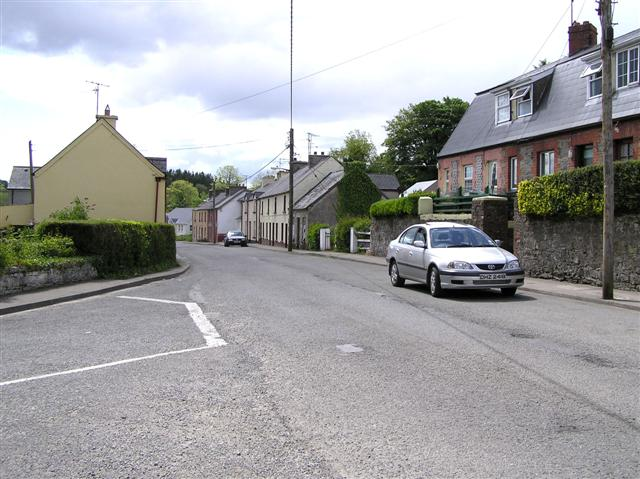
Pettigo.

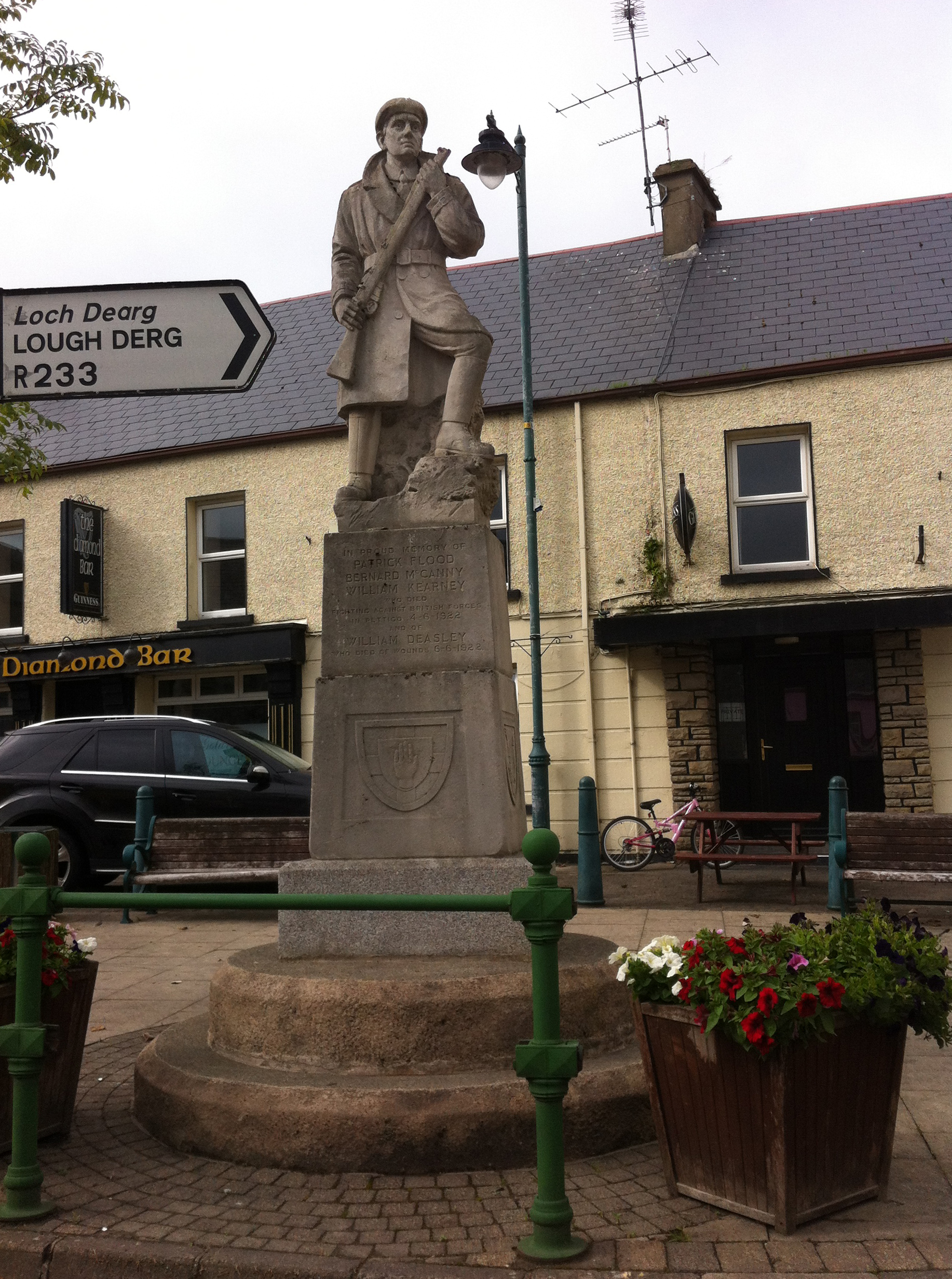
Mémorial de l'IRA.

En juin 1922, à la fin de la Guerre d'indépendance irlandaise, Pettigo dans ce qui est devenu le nouvel état libre irlandais, et Belleek, en Irlande du Nord étaient occupés par une unité de l'Armée républicaine irlandaise, forte de 100 personnes, arrivée de Donegal. Un groupe de 100 Ulster Special Constabulary a traversé Lough Erne pour attaquer mais a été repoussé et a compté une victime. Deux compagnies de l'armée britannique ainsi que 6 canons de campagne, renforcés de l'USC, ont ensuite été envoyés pour prendre les villages. Dans les combats qui ont suivi, les Britanniques ont bombardé le village puis l'ont pris d'assaut. L'IRA a perdu trois hommes, six ont été blessés et quatre capturés avant d'être contrainte de se retirer à Donegal. Un soldat britannique a été tué lors des combats. Deux civils ont également été abattus par l'USC dans Lettercan à proximité.
D'autres rapports font état d'un nombre total de 30 morts.

## Démographie
D'après les recensements officiels, Pettigo comporte trois sections électorales : Pettigo (396), Grousehall (76) et Templecarn (128), pour une population de 600 habitants en 2011.
Des données provisoires du recensement de 2016 estiment la population à 590 habitants.

## Lieux et monuments

### Castle McGrath
Castle McGrath a été construit dans les années 1600, Mgr Miler McGrath a vécu dans le château. Un tunnel de secours allait du château à la rivière. Le château a été assiégé et capturé pendant la rébellion de 1641 et peu de temps après abandonné. Le château et les terres ont été vendus à la famille Leslie du comté de Monaghan qui a contrôlé le domaine de Pettigo jusqu'au début du XXe siècle.

### Le moulin

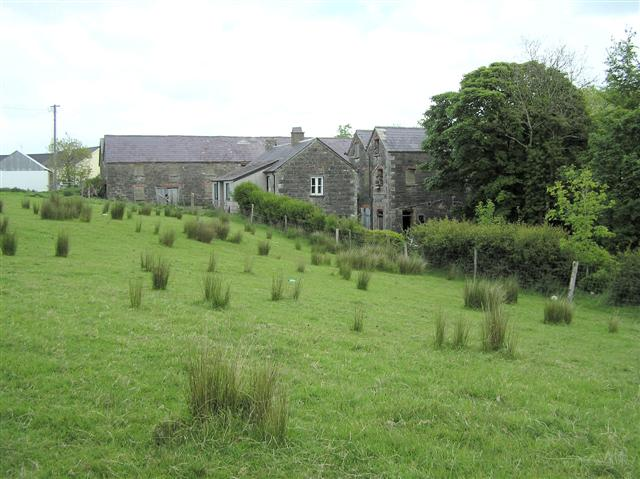
Le moulin.

Le moulin de Pettigo a été construit par la famille Leslie, propriétaire du domaine de Pettigo. La famille Leslie était originaire de la ville de Monaghan. Pettigo Mill fut le premier moulin représenté sur la carte de Pettigo datée de 1767, mais il est probablement beaucoup plus ancien. Le moulin tire son énergie de la rivière Termon. Il était décrit comme un moulin à tissu, voué à la fabrication de laine, mais probablement aussi de l'avoine moulue et d'autres grains. Pendant la famine, le maïs ou la farine indienne, comme on l'appelait, était moulu dans le moulin de Pettigo. La mouture était  ensuite envoyée aux pauvres par le port de Ballyshannon en 1845/1846. Après l'arrivée du chemin de fer à Pettigo, mis en service en 1860, Pettigo Mill était une scierie ainsi qu'un moulin à grains. Du bois pour toutes les utilisations locales a été produit, mais la production majeure était la fabrication de boîtes à œufs contenant 12 œufs. Les boîtes étaient envoyées par train vers Belfast et Dublin ou vers l'Angleterre et l'Écosse. Les boîtes à œufs étaient alors très demandées.

### Le complexe Termon
Une initiative communautaire d'ADoPT (Association for Development of Pettigo & Tullyhommon), le complexe sportif, de loisirs et de divertissement situé sur les rives de la rivière Termon, a ouvert ses portes en mai 2014. Le projet de construction était une collaboration entre la Direction de la planification et du développement économique du Donegal County Council, en partenariat avec le Fermanagh District Council et l'Association pour le développement de Pettigo et Tullyhommon (ADoPT).
Le projet Termon a reçu 8,3 millions d'euros de soutien de l'UE dans le cadre du programme PEACE III.

### Lacs / pêche sportive
Situé entre Lough Erne et Lough Derg, Pettigo est en mesure d'offrir au pêcheur visiteur une gamme complète de possibilités. Avec plus de cinquante lacs, le saumon et la truite brune indigène attirent les pêcheurs. Des spécimens sont sortis de l'eau à Drumgun Lough. Les permis de pêche et la location de bateaux sont disponibles auprès de Brittons Bar, situé dans le village.

### Lough Derg
Le Lough Derg, le plus grand des lacs de Pettigo, est célèbre dans le nord-ouest pour la pêche à la truite.
Couvrant 890 hectares (2 200 acres) avec une vingtaine de kilomètres de rive, il offre des possibilités de pêche en bateau et du bord. C'est un excellent site pour le brochet. Lough Derg se trouve à environ six kilomètres au nord du village de Pettigo, dans le comté de Donegal.
Station Island, le lieu du pèlerinage de Lough Derg, est souvent appelé Purgatoire de Saint Patrick ou simplement Lough Derg. Cette petite île lacustre, renommée dans la tradition chrétienne irlandaise depuis l'époque de saint Patrick, reçoit les pèlerins en continu depuis plus de 1 000 ans.
Autrefois, la zone autour du lac était un lieu de protection pour toute personne menacée. Le monastère voisin offrait l'hospitalité à tous.

## Personnalités locales
- Sir Sidney Barton (en), ministre britannique en Éthiopie ;
- Moya Doherty (en), cofondatrice de Riverdance ;
- John Kells Ingram, poète ;
- Seán McGinley (en), acteur ;
- Basil McIvor (en), politicien, pionnier de l'intégration éducative ;
- Miler Magrath (en), archevêque ;
- Sir John Leslie (1916-2016) (en), 4è baronnet, Glaslough & Pettigo ;
- Jamie Johnston, acteur.